# Diocesi di Morosbisdo
La diocesi di Morosbisdo (in latino: Dioecesis Morosbisdensis) è una sede soppressa e sede titolare della Chiesa cattolica.

## Storia
Morosbisdo, corrispondente alla località di Morodvis nel comune di Zrnovci nell'odierna Macedonia del Nord, è un'antica sede vescovile dalle origini incerte. Appare per la prima volta nella decisione di Basilio II del 1018, con la quale l'imperatore definiva l'estensione e la giurisdizione dell'arcivescovado di Ocrida, di cui Morosbisdo diventava una delle suffraganee. La provincia ecclesiastica di Ocrida fu in questa occasione sottomessa al patriarcato di Costantinopoli e ne seguì la sorte con l'insorgere del cosiddetto scisma d'Oriente nel 1054.
Dal 1933 Morosbisdo è annoverata tra le sedi vescovili titolari della Chiesa cattolica; dal 22 novembre 1989 il vescovo titolare è Edward Michael Grosz, già vescovo ausiliare di Buffalo.

## Cronotassi dei vescovi titolari
- John Raymond McGann † (12 novembre 1970 - 3 maggio 1976 nominato vescovo di Rockville Centre)
- George Avis Fulcher † (24 maggio 1976 - 8 febbraio 1983 nominato vescovo di Lafayette in Indiana)
- James Thomas McHugh † (20 novembre 1987 - 13 maggio 1989 nominato vescovo di Camden)
- Edward Michael Grosz, dal 22 novembre 1989